# コゼニー・カルマンの式
コゼニー・カルマンの式（Kozeny Carman equation）とは、コゼニー（1927）によって提案され、Philip C. Carman（1937、1956）によって修正された、流体力学の分野で固形粒子充填層を流れる層流の圧力損失を計算するのに用いられる次の関係式である。
{\displaystyle {\frac {\Delta p}{L}}={\frac {180{\bar {V}}_{0}\mu }{\Phi _{\mathrm {s} }^{2}D_{\mathrm {p} }^{2}}}{\frac {(1-\epsilon )^{2}}{\epsilon ^{3}}}}
ただし
- Δp ：圧力損失
- L ：粒子充填層の高さの合計
- {\displaystyle {\bar {V}}_{0}} ：空塔速度（充填層がない状態を仮定したときの速度）
- μ：流体の粘性
- ε：気孔率
- ΦS ：充填層内の粒子の球形度（英語版）
- DP ：粒子の球相当径

である。この式は粒子レイノルズ数が最大で約1.0の充填層を通る流れで成立する。それ以上になると、流れは頻繁に変化し、運動エネルギーの損失を生じる。
この式は、ダルシーの法則：「流速は圧力損失に比例し、流体の粘度に反比例する」として表現することができる。

## 別表現
次のような表現もある。
{\displaystyle {\frac {\Delta p}{L}}=kS_{v}^{2}{\bar {V}}_{0}\mu {\frac {(1-\epsilon )^{2}}{\epsilon ^{3}}}}
- Sv ：比表面積

ただし修正レイノルズ数Re' に次の制限がある：
{\displaystyle Re'={\frac {\rho u}{S_{v}\mu (1-\epsilon )}}<2}